# Arenaria pseudostellaria
Arenaria pseudostellaria là loài thực vật có hoa thuộc họ Cẩm chướng. Loài này được C.Y.Wu, L.H.Zhou & W.L.Wagner mô tả khoa học đầu tiên năm 2001.